# Полугусеничный мотоцикл
Полугусеничный мотоцикл — мотоцикл, с целью улучшения проходимости и, как правило, тяговых свойств оснащённый полугусеничным движителем. Полугусеничные мотоциклы стали разрабатываться практически одновременно с полугусеничными автомобилями, с конца 1920-х годов, однако широкого распространения не получили, а в серию за всю историю таких машин пошли лишь немногие их модели.
Близким аналогом полугусеничного мотоцикла является так называемый сноубайк — мотоцикл, оснащённый лыжно-гусеничным движителем, состоящим из заднего гусеничного движителя и установленной вместо переднего колеса лыжи. В отличие от пригодных для использования в различных условиях (за исключением отдельных наиболее ранних образцов) полугусеничных машин, такие мотоциклы являются исключительно снегоходными.

## История

### Межвоенный период

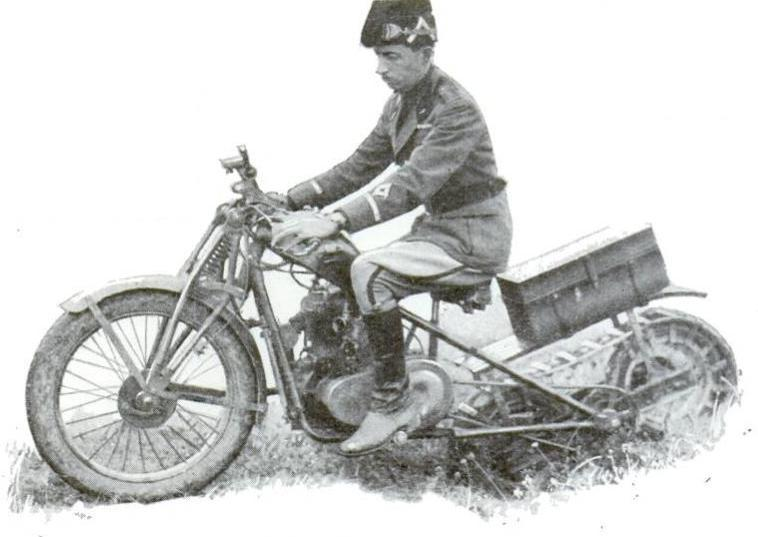
Итальянский опытный полугусеничный мотоцикл на манёврах близ Рима, 1931 год

Идея повышения проходимости мотоцикла путём оснащения полугусеничным движителем возникла практически одновременно с распространением полугусеничных автомобилей, в конце 1920-х годов, и достигла пика популярности в 1930-е годы; проекты полугусеничных мотоциклов, преимущественно военного назначения, активно разрабатывались в Великобритании, Германии, СССР, Франции и других странах. Тем не менее, все проекты таких машин были доведены в лучшем случае лишь до создания опытных образцов и проведения ходовых испытаний, и ни одна из них не производилась серийно.
Наиболее известные машины:
- Полугусеничные мотоциклы фирмы Osborn Engineering Company (1928—1929) — несколько опытных образов на различной базе[1].
- Полугусеничные мотоциклы фирмы Victoria-Werke AG (1930-е) — несколько опытных образцов[1].
- «Мотоцикл-тягач» (1931) — не менее одного опытного образца[2].
- Ленточный ход Куприянова (конец 1920-х) — полугусеничный ход из двух гусеничных тележек, заменяющих заднее колесо, опытный образец[3].
- Снегоходное приспособление Бриллина и Кузнецова (1931) — полугусеничный ход, надеваемый на стандартный мотоцикл, опытный образец[4].
- Боевой мотоцикл Гроховского (начало 1930-х) — детально проработанный проект, не реализованный в металле[5].
- Moto-chenille Mercier (1937) — французский опытный военный мотоцикл, имевший необычную компоновку с передним расположением двигателя и передним ведущим гусеничным движителем. Было построено три опытных экземпляра машины, испытывавшихся в том числе с частичным бронированием[1][6]. По крайней мере две машины сохранились до наших дней[7].

### Вторая мировая война

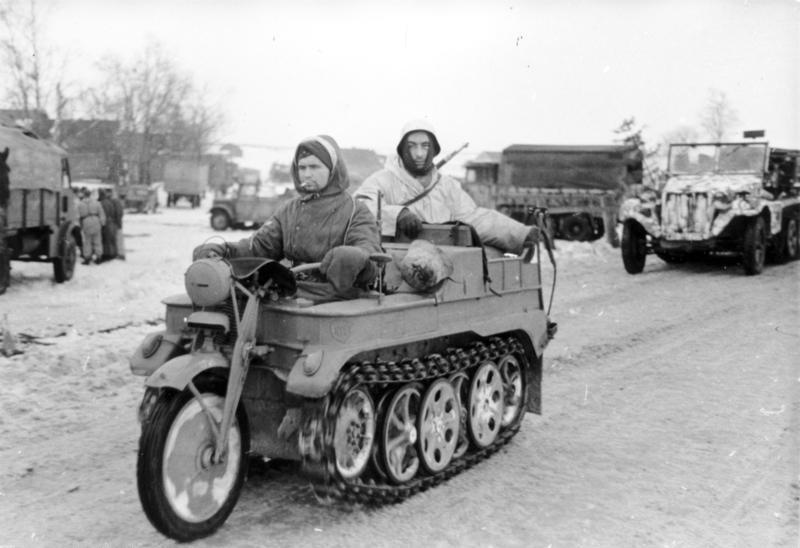
Немецкий SdKfz 2, наиболее массовый и известный полугусеничный мотоцикл в мире

Единственным серийным полугусеничным мотоциклом периода Второй мировой войны являлся немецкий лёгкий артиллерийский тягач SdKfz 2 (Kettenkrad HK 101) фирмы NSU, являющийся наиболее массовой и знаменитой машиной такого типа. Данный мотоцикл-тягач продолжал выпускаться некоторое время после окончания войны и активно использовался в народном хозяйстве ещё в 1950-е.
В 1943 году NSU на базе НК 101 разработала более мощную машину НК 102, однако на вооружение она принята не была. Кроме того, на SdKfz 2 в опытном порядке устанавливался броневой корпус — однако испытания выявили недостаточные показатели скорости и проходимости бронированного мотоцикла вследствие сильной перегруженности.

### Послевоенный период и наши дни

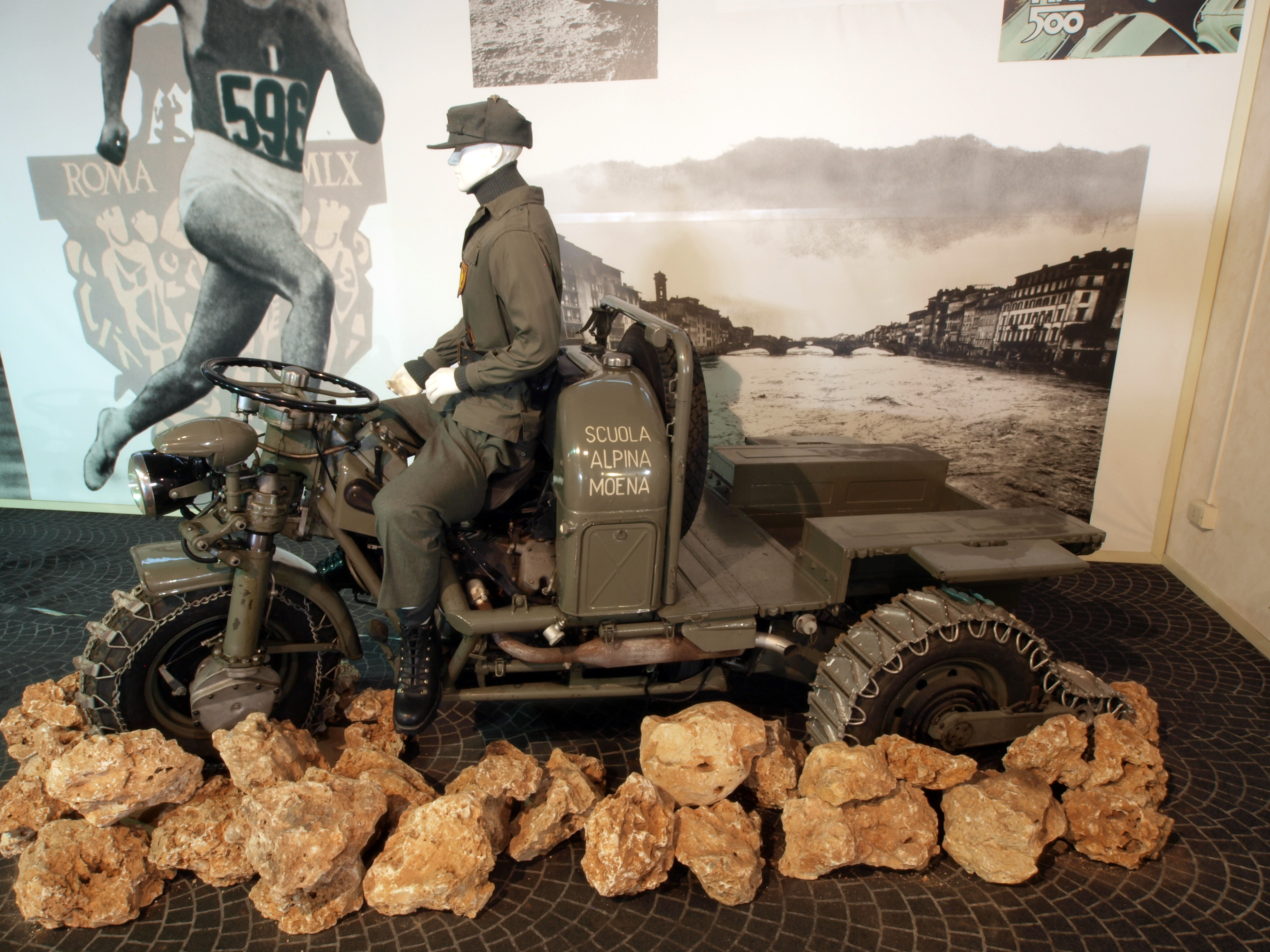
Итальянский трицикл-тягач Mulo Meccanico

В отличие от полугусеничных автомобилей, интерес к которым после Второй мировой войны быстро угас из-за распространения и развития более дешёвой и универсальной альтернативы в виде полноприводных колёсных автомобилей повышенной проходимости, идея оснащения мотоцикла полугусеничным движителем не теряла актуальности (в том числе из-за того, что конструкция мотоцикла делает затруднительным повышение его проходимости традиционными для автомобильной техники способами, такими как оснащение колёсной полноприводной либо гусеничной ходовой частью).
Относительная простота конструкции и возможность сборки из общедоступных частей, сочетающиеся с высокой эффективностью на поверхностях с низкой несущей способностью, обусловили достаточно высокую популярность полугусеничного при создании кустарных вездеходных мотоциклов. Так, в №10 журнала «Моделист-конструктор» за 2008 год в рубрике «Общественное конструкторское бюро» была опубликована статья о полугусеничном мотоцикле-вездеходе, созданном полностью на элементарной базе советской и российской авто- и мототехники жителем карельского посёлка Лоухи А. Кошаровым; приведённые чертежи и описания позволяют легко создать аналогичную машину достаточно подготовленному человеку. Вездеход успешно применяется изобретателем для перевозки различных грузов как в зимний, так и в летний период, и отличается хорошей проходимостью и подвижностью.

#### Италия
На вооружении Италии в послевоенный период в различное время состояли два серийных полугусеничных мотоцикла, предназначавшихся для нужд горных стрелков. Первым стал выпускавшийся в 1960—1963 годах фирмой Moto-Guzzi полноприводной трицикл-тягач Mulo Meccanico со съёмным вспомогательным гусеничным движителем для задним колёс (гусеничная лента охватывает заднее колесо и несъёмное направляющее колесо небольшого диаметра), превращавшим машину в полугусеничную; Всего было выпущено 500 машин, которые использовались до 1975 года, после чего были списаны и проданы для гражданских нужд. Вторым серийным полугусеничным мотоциклом ВС Италии стал принятый на вооружение в начале 1980-х разведывательный Alpenscooter, представляющий собой машину типа эндуро с гусеничной тележкой специальной конструкции вместо заднего колеса.

#### США
В 1950-х годах американская фирма Gyro Transport Systems по заказу Лесной службы США разработала полугусеничный мотоцикл Tuscan. Интересной особенностью проекта этой изначально гражданской машины была запланированная установка на серийные образцы гироскопических стабилизаторов вертикального положения. Несмотря на весьма передовую конструкцию, проект так и не вышел из стадии ходовых испытаний, а позже работы по машине и вовсе были прекращены .
В конце 2000-х годов американской фирмой Platune в сотрудничестве со швейцарской компанией Sand-X Motors был разработан полугусеничный мотовездеход-трицикл Sand-X T-ATV. Машина, предназначенная для использования военными и полицейскими подразделениями в сложных климатических и/или дорожных условиях (в первую очередь — в условиях пустныни, а также на скалистой местности и т. п.), конструктивно схожа со снегоходом и имеет два передних управляемых колеса и задний ведущий гусеничный движитель с одной широкой лентой. В настоящий момент T-ATV состоит в мелкосерийном производстве, выпускаясь по мере поступления заказов.

## В массовой культуре

Иллюстрация Генриха Валька, на которой изображён полугусеничный мотоцикл Винтика и Шпунтика

В фантастическом романе-сказке Николая Носова «Незнайка на Луне» фигурирует полугусеничный мотоцикл-вездеход, созданный механиками-изобретателями Винтиком и Шпунтиком во время пребывания на Луне:

Винтик и Шпунтик тотчас же принялись собирать универсальный комбинированный колёсно-гусеничный мотоцикл-вездеход, который хранился в разобранном виде в специальном отсеке ракеты. Этот вездеход годился не только для езды, но и для многих других надобностей. В нём имелись бак для кипячения воды, бур для сверления скважин, стиральная машина, плуг для вспашки земли, центробежный насос с разбрызгивателем для поливки растений, аппарат для очистки и кондиционирования воздуха, динамо-машина для выработки электроэнергии, коротковолновая радиостанция, канавокопатель и пылесос. Помимо всего прочего, переднее колесо вездехода снималось и заменялось циркулярной пилой, при помощи которой можно было валить деревья, очищать их от веток, распиливать на брёвна и делать доски.— Носов Н. Н. Незнайка на Луне
Примечательно, что этот мотоцикл-вездеход согласно авторскому описанию и классической иллюстрации Генриха Валька имеет заметное сходство с SdKfz 2.
Данная машина позднее была изображена в мультфильме по мотивам практически без изменений дизайна, однако её роль в сюжете была существенно изменена: в отличие от книги, по сюжету мультфильма она была создана задолго до начала строительства ракеты, впоследствии обозначенной как «НиП» (в мультфильме — «Знайка-1»; момент создания мотоцикла не уточняется), и использовалась исключительно в Цветочном городе в качестве тягача и подъёмного крана (в частности, используется при строительстве первой ракеты).
Также полугусеничные мотоциклы, встречаются в игровой вселенной «Warhammer 40,000», где активно используется расой Орков.